# Tivai Nagy Imre
Tivai Nagy Imre (Csíksomlyó, 1849. május 16. – Csíkszereda, 1931. június 27.) gazdasági szakember, közíró, szerkesztő.
Tivai Nagy Imre a 19. század utolsó harmadától az első világháborúig Csíkszereda egyik meghatározó személyisége volt. Csík gazdasági, társadalmi és közművelődési életének kiváló ismerője, a közösség életében jelenlevő, a közösségi gondokat vállaló tevékeny ember volt.
Életműve sajátosan kötődik a város és a vidék történetéhez. Tevékenysége sokfelé ágazik, volt tanár, gazdálkodó, felső-népiskolai igazgató, gazdasági szakíró, lapalapító és szerkesztő, számos lap munkatársa, a gazdag hagyományokra visszatekintő erdélyi emlékirat-irodalom késői képviselője.

## Életpályája
Tivai Nagy Imre (T. Nagy Imre) 1849-ben született Csíksomlyón, a szabadságharc végnapjaiban. Apja, Nagy Dénes hadnagyi rangban küzdött Gál Sándor csapatában, anyja Molnár Karolina, a Csíksomlyón székelő határőrezred egyik tisztjének lánya volt. Elemi iskoláit Csíkszentkirályon végezte, a középiskolát a csíksomlyói és a székelyudvarhelyi főgimnáziumokban. A családi örökségben fennmaradt kéziratok tanúsága szerint már gimnazistaként szerette a színházat, gyűjtötte a helyi népszokásokat, a tájnyelv sajátos szókincsét. E témakörökben a korszak számos lapjában közölte írásait.
1868-tól a kolozsvári Jogakadémián tanult, ebben az időszakban is tevékenyen részt vett a művelődési életben, gyűjtései mellett elbeszéléseket, humoros karcolatokat közölt, gyakran álnéven, a Magyar Néplap, a Hazánk s a Külföld, a Pesti Hírlap, a Magyar Polgár, a Hon, az Erdély, a Pesti Napló és más korabeli kiadványok hasábjain.
Az 1870-es években már csíkszeredai polgárként, az akkori helyi közélet és közművelődés egyik jelentős alakítója volt, az akkor polgárosodó kisvárosban sok területen tevékeny szerepet vállalt. Jellemzően nyáron Csíkszentkirályon gazdálkodott, rossz időben írt, télen pedig városi házában lakott.
Tivai Nagy Imrének az újságírás és lapszerkesztés nyújtott lehetőséget a korabeli közvélemény alakítására.
Az 1881 karácsonyán megjelent Székelyföld című lap csíkszeredai szerkesztője volt. A lapnak társszerkesztősége volt Kézdivásárhelyen és Székelyudvarhelyen is, három székelyföldi megye érdekeit igyekezett szolgálni az eleinte hetente négyszer, később kétszer megjelent lap.
1884-től Tivai Nagy Imre a sepsiszentgyörgyi Székely Nemzet című hetilap társszerkesztője és a csíki részek állandó tudósítója is volt.
Később állandó munkatársa volt az 1888 decemberében indított Csíki Lapoknak is, negyed századon át közölte a lap hasábjain Csík vármegye gazdasági, társadalmi, közművelődési életét ismertető, illetve formáló írásait, ugyanakkor továbbra is megjelentek cikkei az erdélyi és magyarországi sajtóban.
1887-től huszonkilenc évig szerkesztette a Csíkmegyei Gazdasági Egyesület közlönyét, a Csíki Gazda című mezőgazdasági értesítőt.
Szerkesztői munkája mellett jelentős szerepet vállalt a közéletben, 1873-1904 között a Csíki Magánjavak anyagi eszközeivel létrehozott csíkszeredai Mezőgazdasági Felső Népiskola igazgatója és tanára volt. A Csíkmegyei Gazdasági Egyesület titkára volt.
Az 1875-ben megalakult Csíkszeredai Műkedvelő Társulat titkára, később elnöke volt, a társulatnak fontos szerepe volt a helyi műkedvelő színjátszás fejlődésében.
1889-től, három évtizedig a vármegye közgazdasági előadója volt. A Mezőgazdasági Felső Népiskola igazgatójaként és saját csíkszentkirályi birtokán egyaránt kísérletező mintagazda, vérbeli mezőgazdász volt.
Számos gazdasági újítás, kezdeményezés elindítója, támogatója volt. A Csíkszeredai Kaszinó és a Csíki Múzeum Egylet alapítója és elnöke volt, a Csíki Magánjavak Igazgatótanácsának elnöke, az Alcsík ármentesítését célzó Oltvölgyi Víztársulat létrehozója, a Csíki Takarékpénztár alapítója, rendőrkapitány (1889-ben csak öt hónapig, majd önként lemondott).
Az 1902-ben szervezett tusnádfürdői Székely Kongresszus előadójaként a Székelyföld mezőgazdaságának szövetkezeti alapon történő megszervezését és a táj iparosítását sürgette, ellenezve a leszegényedett tömegek át- vagy kitelepítését.
Négy évtizedes fáradhatatlan munkásságáért 1913-ban Budapesten kapta meg a királyi tanácsosi címet.
Tivai Nagy Imre alkotó ember volt, aki késő öregségéig megőrizte szellemi frissességét, érdeklődését minden új iránt, 1931-ben halt meg, gyors lefolyású betegségben. Csíkszentkirályon, a családi sírboltban nyugszik.
Tivai Nagy Imre nevében a „Tivai” nevet megkülönböztetésül vette fel, illetve egyik fiatalkori hírlapírói álnevéből maradt fenn. A név Csíkszentkirály egyik tízesének neve, amelyben családi háza állott.
Sokirányú érdeklődését tükrözik cikkei, tanulmányai, kötetei. Gazdaságtörténeti tanulmányok és monográfiák, történeti tárgyú írások, nyelvjárási tanulmányok, humoros történetek, életképek, emlékiratok szerzője.
Nyomtatásban is megjelent közgazdasági tárgyú munkái értékesek gazdaságtörténeti szempontból:
Csíkvármegye közgazdasági állapotai és a székely kivándorlás. (Sepsiszentgyörgy, 1891), Csíkmegye közgazdasági leírása (Budapest, 1902); A gazdasági alsóbb fokú közoktatás. (különlenyomat a Csíki Gazda 1902. évi decemberi füzeteiből. Csíkszereda); Csíkvármegye közgazdasági állapotairól. II. kötet. (Csíkszereda, 1911).
A Szarvas Gábor által szerkesztett Magyar Nyelvőr című folyóirat évfolyamaiban nyelvjárástani, nyelvészeti közleményei is megjelentek, amelyekben a csíki nyelvjárás szókincsével foglalkozott.
1884-ben Budapesten jelent meg az Irálytan alapvonalai címmel kétkötetes tankönyve.
A Cirkálások. Szeredai emlékeimből (Csíkszereda, 1925) és Csíki Pantheon (Csíkszereda, 1943) címet viselő emlékiratai időskori szemlélődéseiből születtek, ezek az írások a korabeli Csíkszereda hangulatát tükrözik, ugyanakkor a helytörténet, és a művelődéstörténet számára is hasznos adatokat tartalmaznak.
Utolsó szavai a családi hagyomány szerint ezek voltak:

| „ | Igyekeztem megtartani, amit apám reám bízott. | ” |
| – |                                               |   |

## Emlékezete Csíkban
- A csíkszentmártoni mezőgazdasági szakközépiskola 2002-től viseli a Tivai Nagy Imre Szakközépiskola nevet, Nagy Ödön szobrász alkotása, a neves gazdasági szakembert ábrázoló dombormű díszíti az iskola főbejáratát.
- 1996-ban a csíkszeredai Pallas-Akadémia Könyvkiadó újra közzétette Tivai Nagy Imre emlékiratait egy kötetben, Emlékezés régi csíkiakról címmel, amely azóta már újabb kiadásokat ért meg,
  - 2009-ben a Csíkszereda Kiadóhivatal jelentette meg bővített kiadását, Nagy Benedek bevezető tanulmányával.

| „                                                      | …T. Nagy Imre az az alkotó ember volt, akinek élete végéig lelki szükséglete maradt az értelmes cselekvés, a közösséget szolgáló alkotó munka. | ” |
| – Nagy Benedek: T. Nagy Imre emlékezete, 1995. március | |   |

## Munkáinak kiadásai
- Közgazdasági tárgyú munkái
  - Csíkvármegye közgazdasági állapotai és a székely kivándorlás. Sepsiszentgyörgy, Jókai nyomda 1891.
  - Népszerű gazdasági előadások. Ismeretek az állattenyésztés, takarmánytermelés, trágyakezelés, tejgazdaság, sertéshizlalás, méhészet és gyümölcsészet köréből. Csíkszereda: Csíki Gazdasági Egyesület, 1898.
  - Csíkmegye közgazdasági leírása. Budapest: Pesti Könyvnyomda Rt., 1902.
  - A gazdasági alsóbb fokú közoktatás. Különlenyomat a Csíki Gazda 1902. évi decemberi füzeteiből. Csíkszereda: Szvoboda testvérek nyomdája, 1902.
  - Csíkvármegye közgazdasági állapotairól. II. kötet. 1911. *Az irálytan alapvonalai. Budapest, 1884.
  - Közgazdasági írások. Csíkszereda: Hargita Kiadóhivatal, 2007.
- Nyelvészeti munkája
  - Az irálytan alapvonalai. Budapest, 1884.
- Emlékiratai
  - Cirkálások. Szeredai emlékeimből. Csíkszereda: Szvoboda Miklós, 1925.
  - Csíki Pantheon. Emlékezés régi csíkiakról. Csíkszereda: Vákár Lajos könyvnyomdája , 1943.
  - Emlékezés régi csíkiakról. 2. kiadás. Csíkszereda: Pallas-Akadémia, 1996.
  - Emlékezés régi csíkiakról. 3. kiadás. Kolozsvár, Stúdium Könyvkiadó, 2000.
  - Emlékezés régi csíkiakról. 4. bővített kiadás. Csíkszereda: Csíkszereda Kiadóhivatal, 2009.